# Coleophora uniformis
Coleophora uniformis là một loài bướm đêm thuộc họ Coleophoridae. Nó được tìm thấy ở Nhật Bản.
Sải cánh dài 9–10 mm.
Ấu trùng ăn Sorbus alnifolia.